# A Bug's Life (videojuego)
A Bug's Life es un videojuego basado en la  película  de Disney/Pixar del mismo nombre y lanzado para los diferentes sistemas entre los años 1998 y 1999. El argumento del juego es similar a la de la película, pero con algunos cambios. El jugador puede desbloquear clips real de la película después de completar cada uno de los niveles. La mayoría del elenco principal de la película repiten a sus personajes en el juego, a excepción de Julia Louis-Dreyfus, Kevin Spacey y Denis Leary, quién es fueron reemplazados por Jodi Benson, Andrew Stanton y Nick Jameson, como la Princesa Atta, Hopper, y Francis, respectivamente. Este fue el trabajo final del actor Roddy McDowall antes de su fallecimiento. La versión para Sega Saturn del juego no llegó a ser puesta en venta.

## Datos del videojuego
A Bug's Life es un juego de acción con diferentes objetivos en cada uno de los quince niveles. La mayoría de los objetivos trata de seguir los pasos del personaje principal, Flik para hacer eventos que coincidan con el argumento de la película. Cuando el jugador termina un nivel, el jugador puede proceder al siguiente nivel, la cual se inicia con una breve animación de la película. Si el jugador recoge todos los objetos especiales -que pueden ser reunir cincuenta montones de grano o conseguir cuatro letras que componen la palabra FLIK- cada uno de los niveles se obtiene una película como bonificación. Para guiar al jugador a través de los niveles hay pequeños telescopios flotantes que muestran al jugador las zonas adonde debe ir.
A lo largo de cada nivel se pueden recoger una gran variedad de tipos de semillas. Alguna de ellas están parcialmente enterradas en el suelo, las cuales pueden ser transformadas por Flik en un determinado tipo de planta que ayuda a resolver los problemas dentro de los niveles; a su vez Flik puede incrementar el número de plantas que puede hacer crecer y la variedad de estas mediante la recolección de unas fichas de colores que se encuentran esparcidas por cada una de las fases del juego. Algunos niveles también esconden un invento creado por el insecto para recolectar la cosecha que puede ser utilizado para recoger el grano y matar a los insectos enemigos circundantes al protagonista.
Durante el juego se pueden encontrar varios jefes que son reconocibles de la película:
- Thumper
- El pájaro
- Thud
- Molt
- Hopper